# Пьяджи, Анна
Анна Пьяджи (итал. Anna Piaggi; 22 марта 1931, Милан — 7 августа 2012, Милан) — итальянская журналистка моды, редактор и стилист, признанная в мире моды иконой стиля.
Дед Анны преподавал латинский и греческий, отец был управляющим известным универмагом «La Rinascente», мать — личным секретарём президента этого же универмага. Работа родителей обеспечила Анне тесное знакомство с миром моды ещё в детстве. Отец умер, когда ей было 7 лет и мать её отправила в закрытую школу-интернат под Миланом, где она получила строгое качественное образование, однако это послужило почвой для развития юношеского нонконформизма. Из-за этого после учёбы она не вернулась домой, а поработав немного гувернанткой, отправилась путешествовать, изучая языки, подрабатывая няней и посудомойкой. В то время в ней не было и намёка на будущую эксцентричность.
Свою карьеру в мире моды начала с должности редактора в итальянском журнале «Arianna» в 1960 году. В том же году она познакомилась с фотографом Альфом Кастальди, за которого спустя два года вышла замуж. После замужества она с супругом обосновалась в Нью-Йорке, где продолжила свою редакторскую деятельность, возглавив в начале 1980-х журнал «Vanity».
Её партнёрами в мире моды были модельер Карл Лагерфельд, который вёл хронику её нарядов и журналистской деятельности, Маноло Бланик, ставший разработчиков многих её туфель, а также британский шляпник Стивен Джонс, изготовивший для неё множество шляп, ставших неотъемлемым атрибутом её образа. Со временем сформировался её уникальный, буйный, эклектичный стиль. Смешение в своём образе разнообразных, порой вызывающих и экстравагантных нарядов, сделало Анну Пьяджи иконой стиля, прародительницей всех модных эксцентриков. За годы своей деятельности она ни разу не появилась на публике в одном и том же наряде. С конца 1980-х Пьяджи была творческим консультантом итальянского «Vogue».
В 2006 году в лондонском Музее Виктории и Альберта прошла выставка «Anna Piaggi: fashion-ology», на который были представлены вещи из её личной коллекции, среди которых 2586 платьев и 256 пар туфель.
Анна Пьяджи скончалась 7 августа 2012 года в своём доме в Милане.